# Дусти (район)
Район Дусти (тадж. Ноҳияи Дӯстӣ) — административный район в Хатлонской области Республики Таджикистан.
Районный центр — село Джиликуль находится в 94 км к юго-западу от города Бохтар и в 2 км от железнодорожной станции. Расстояние до Душанбе — 198 км. Площадь района Дусти составляет 1834,4 км².

## История
Современная территория района Дусти исконно составляла часть исторической области Кубадиян, название которого в средневековых источниках приводится в форме «Кубадийан» (перс. قبادیان‎), «Кувадийан» (перс. قوادیان‎) и «Кувазийан» (перс. قباذیان‎) и распространяется на междуречье Сурхандарьи и Вахша.
Впервые область Кубадиян упоминается в сочинении ат-Табари в связи с походом Асада ибн 'Абдаллаха в Хутталан в 725 году.
В IX веке Кубадиян административно относился к области Хутталана, а в X веке при Саманидах — к области Чаганияна.
Согласно Абу Са’д ас-Сам’ани, в XII веке Кубадиян был цветущим округом («нахийа»), относящимся к области Балха. Средневековая столица Кубадияна была довольно значительным городом, одним из крупнейших в бассейне верхнего течения Амударьи.
В области Кубадиян в средние века было несколько густонаселённых и цветущих городов, расположенных среди гор недалеко от Амударьи, то есть в нижнем течении реки Кафирниган.
Первоначально район был образован 16 октября 1929 года в составе Курган-Тюбинского округа Таджикской ССР как Джиликульский район. С 1930 года находился в прямом подчинении Таджикской ССР, в 1939 году отошёл к Сталинабадской области, а в 1944 — к Курган-Тюбинской. В 1947 году возвращён в Сталинабадскую область, а в 1951 — в прямое подчинение Таджикской ССР. 14 сентября 1955 года Джиликульский район был упразднён. При этом кишлачные советы Стахановский и Сурх были переданы в Кагановичабадский район, а кишлачные советы Актёри и Ворошиловский — в Молотовабадский район.
6 декабря 1979 года Джиликульский район был восстановлен в составе Курган-Тюбинской области.
Решением Правительства Республики Таджикистан № 29 от 2 февраля 2016 года и Постановлением Национального Совета Высшего Собрания РТ № 204 от 3 марта 2016 года Джиликульский район переименован в район Дусти.

## География
Район Дусти расположен в долине реки Вахш, правого притока Пянджа. На севере и северо-востоке граничит с Рудаки и Хуросонским районами, на востоке — с районом Балхи, на западе — с Кубодиёнским районом Хатлонской области Таджикистана, на юге — с районом Калаи-Заль провинции Кундуз Афганистана.

## Население
Население по оценке на 1 января 2016 года составляет 104 200 человек, в том числе городское — в посёлке 20-летия Независимости Республики Таджикистан — 5,9 % или 6300 человек.
| Численность населения | Численность населения | Численность населения | Численность населения | Численность населения | Численность населения | Численность населения | Численность населения |
| 1939                  | 2003                  | 2004                  | 2005                  | 2006                  | 2007                  | 2008                  | 2009                  |
| --------------------- | --------------------- | --------------------- | --------------------- | --------------------- | --------------------- | --------------------- | --------------------- |
| 10 607                | ↗81 100               | ↗83 100               | ↗85 200               | ↗87 300               | ↗89 500               | ↗91 800               | ↗93 900               |
| 2019                  | 2020                  | 2021                  | 2022                  |                       |                       |                       |                       |
| ↗113 900              | ↗117 100              | ↗118 900              | ↗122000               |                       |                       |                       |                       |

### Национальный состав
на 2018 год:
| п/н | национальности | численность | %     |
| 1   | таджики        | 53567       | 49,4  |
| 2   | узбеки         | 36642       | 33,8  |
| 3   | туркмены       | 17883       | 16,5  |
| 4   | другие         | 323         | 0,3   |
|     | в общем        | 108415      | 100,0 |

## Административное деление
В состав района Дусти входят 1 посёлок городского типа (тадж. шаҳрак) и 6 сельских общин (тадж. ҷамоат):
| Административное деление района Дусти |           |
| Сельская община                       | Население |
| Хуррамдиёр, пгт                       | 6300      |
| Анористон                             | 5000      |
| Дехканабад                            | 22 666    |
| Джиликуль                             | 17 712    |
| Навзамин                              | 3799      |
| Нури Вахш                             | 11 793    |

Главой района Дусти является Председатель Хукумата, который назначается Президентом Республики Таджикистан. Главой правительства района Дусти является Председатель Хукумата. Законодательный орган района Дусти — Маджлис народных депутатов, который избирается всенародно на 5 лет.